# راس الدار (حزم العدين)

تعديل مصدري - تعديل

راس الدار محلة تابعة لقرية الجبل، التابعة لعزلة الابعون بمديرية حزم العدين إحدى مديريات محافظة إب في الجمهورية اليمنية، بلغ تعداد سكانها 21 حسب تعداد اليمن لعام 2004.